# Katedrála ve Worcesteru
Katedrála ve Worcesteru je gotická, původně římskokatolická biskupská katedrála, nyní slouží anglikánské církvi. Katedrála je dominantou města,středem, kolem něhož se rozkládá centrum města Worcester. 

## Dějiny a stavba
První katedrála byla románská trojlodní dvouchórová bazilika. Stavba začala roku 1084, dochovala se z ní část krypty a základového zdiva. Kapitulní síň měla původně kruhový půdorys a byla vysvěcena roku 1125, západní chór a mariánská kaple byly dokončeny až v roce 1218. Stavba transeptu a východního chóru začaly v roce 1224. Boční lodě jsou již raně gotické, dokončené roku 1230. Hlavní loď byla postavena v letech 1317 až 1327, a zaklenuta v roce 1377. Stavba věže nad křížením následovala v letech 1358 až 1374. 
Kaple Panny Marie byla zcela regotizována v roce 1855. Severní část traktu kapituly byla dokončena v roce 1374 a celý stavební areál v roce 1438.

## Významné hroby
- Svatý Osvald († 992), arcibiskup z Yorku a biskup z Worcesteru
- Anglický král Jan Bezzemek.[2] Katedrála byla postavena v 10. století.[3]
- britský premiér Stanley Baldwin a jeho manželka